# روب ريسكي
روب ريسكي (بالفنلندية: Roope Riski) (16 أغسطس 1991 في فنلندا - ) هو لاعب كرة قدم فنلندي في مركز الهجوم. شارك مع منتخب فنلندا تحت 19 سنة لكرة القدم ومنتخب فنلندا تحت 20 سنة لكرة القدم ومنتخب فنلندا تحت 21 سنة لكرة القدم ومنتخب فنلندا لكرة القدم. أما مع النوادي، فقد لعب مع بادربورن 07 وسينايوين يالكابالوكيرهو ونادي تشيزينا ونادي توركو ونادي سانت بولتن ونادي هاوغسوند وFC Viikingit ‏ وÅbo IFK ‏ وHønefoss BK ‏.

## وصلات خارجية
- روب ريسكي على موقع الاتحاد الدولي (مؤرشف)  (الإنجليزية)
- روب ريسكي على موقع الاتحاد الأوربي (الإنجليزية)
- روب ريسكي على موقع اتحاد النرويج (النرويجية)
- روب ريسكي على موقع قاعدة بيانات كرة القدم.إي يو (الإنجليزية)
- روب ريسكي على موقع ناشيونال فوتبول تيمز (الإنجليزية)
- روب ريسكي على موقع Soccerbase.com (لاعب) (الإنجليزية)
- روب ريسكي على موقع Soccerway.com (الإنجليزية)
- روب ريسكي على موقع عالم كرة القدم.نت (الإنجليزية)